# Hygiaphone (chanson)
Pour l’article homonyme, voir Hygiaphone.
Singles de Téléphone
Anna
(1977)
Singles de Téléphone
Téléphone
(1977) Métro (c'est trop)
(1978)
Pistes de Téléphone
Téléphomme Métro (c'est trop)
 (novembre 2011).
Hygiaphone est une chanson composée par le groupe Téléphone, sortie en 1977 dans l'album Téléphone et chantée par Jean-Louis Aubert. Le single s'est vendu à 72 000 exemplaires.
Ce titre, avec Métro (c'est trop), a d'abord été enregistré en public à Paris au Bus Palladium le 8 juin 1977 pour leur premier 45 tours auto-produit vendu à la sortie des premiers concerts du groupe.
Puis en novembre, la chanson est réenregistrée au studio Eden à Londres dans le cadre des sessions du premier album du groupe.
C'est le premier tube incontournable du groupe et est jouée à chacun de leurs concerts ainsi à qu'à ceux de Jean-Louis Aubert en solo, vu que ce dernier est l'auteur de la chanson. C'est aujourd'hui un classique du rock français et est reprise par de nombreux artistes français.
À la sortie de l'album, il y a eu un quiproquo au niveau des droits d'auteurs car cette chanson comme le reste de l'album est crédité seulement de Jean-Louis Aubert en tant qu'auteur-compositeur, et lui seul touche les royalties. Ce problème est réglé pour les prochains albums du groupe dont la composition sera crédité à l'ensemble du groupe.
La pochette et les photos en noir et blanc qui l'illustrent sont signées Bruno Ducourant.

## Reprises
- Les Bidochons rebaptisés Les Bidophones ont parodié cette chanson renommée (Parler quand t'es) aphone en 1997 sur l'album Cache ton machin
- Florent Pagny a repris la chanson en 1999 sur l'album RéCréation
- Les Chics Types ont repris la chanson en 2011 sur l'album Hey ! Ma B.O.